# Arcidiocesi di Larissa
L'arcidiocesi di Larissa (in latino Archidioecesis Larissensis in Thessalia) è una sede soppressa e sede titolare della Chiesa cattolica.

## Storia
Larissa è l'antica sede metropolitana della provincia romana della Tessaglia in Grecia, dipendente dapprima dal patriarcato di Roma, e dall'VIII secolo sottoposta al patriarcato di Costantinopoli.
Il cristianesimo penetrò ben presto a Larissa, anche se il suo primo vescovo storicamente documentato è Claudiano, che prese parte del concilio di Nicea del 325. Il menologio greco ricorda sant'Achilleo, vissuto agli inizi del IV secolo, noto per i suoi miracoli e al quale fu dedicata la cattedrale.
Agli inizi del V secolo era già costituita la provincia ecclesiastica della Tessaglia, come documentano gli atti del concilio di Efeso del 431, al quale partecipò il primo metropolita noto di Larissa, Basilio, che prese nettamente posizione in favore di Nestorio e per questo fu destituito.
Nella Notitia Episcopatuum attribuita all'imperatore Leone VI (inizio X secolo), sono attribuite a Larissa 10 diocesi suffraganee: Demetriade, Farsalo, Taumaco, Zetonio, Ezero, Lidoricio, Tricca, Echino, Calidro e Stagoi. In una Notitia della metà circa del XII secolo, a Larissa sono attribuite ben 28 suffraganee, tra cui quelle di Cardicio e di Scopelo.
In seguito alla quarta crociata vi fu eretta una arcidiocesi di rito latino, istituita da papa Innocenzo III. Di questa sede sono noti alcuni anonimi arcivescovi all'inizio del XIII secolo, menzionati nella corrispondenza dei papi Innocenzo III (1198-1216) e Onorio III (1216-1227). Uno di questi è nominato amministratore apostolico di Daulia e di Termopili nel 1222. Nel 1241 terminò la presenza latina nella città di Larissa.
Le provinciali dell'epoca assegnano all'arcidiocesi latina di Larissa 6 diocesi suffraganee. Di queste, tre sono sedi note: Cardicio, Demetriade e Taumaco (sede Dimicensis). Sono poi menzionate: una sede Nazarotensis, forse la diocesi di Ezero; la sede Sidoniensis, sconosciuta; e la sede Almirensis, sede associata dalle fonti alla diocesi di Tebe di Ftiotide.
Dal XIV secolo Larissa è annoverata tra le sedi arcivescovili titolari della Chiesa cattolica; la sede è vacante dal 9 marzo 1980.
Larissa è anche una sede vescovile della Chiesa ortodossa di Grecia con il nome di metropolia di Larissa e Tyrnavos.

## Cronotassi

### Arcivescovi greci
- Sant'Achilleo †
- Claudiano † (menzionato nel 325)
- Alessandro † (menzionato nel 344)
- Basilio † (menzionato nel 431)
- Vigilanzio † (prima del 449 - dopo il 458)
- Proclo † (? - prima del 531 deceduto)
- Stefano † (menzionato nel 531)
- Giovanni I † (al tempo di papa Gregorio I)
- Costantino † (menzionato nell'865 circa)
- Eutimio † (menzionato nell'869)
- Basilio † (menzionato nell'879)
- Giovanni II † (circa 960/970 - ? nominato arcivescovo di Sinnada di Frigia)

### Arcivescovi latini
- Anonimo † (menzionato tra il 1208 e il 1210)
- Anonimo † (menzionato nel 1213)
- Anonimo † (menzionato nel 1218)
- B. † (menzionato il 14 ottobre 1222)
- Anonimo † (menzionato nel 1224)

### Arcivescovi titolari
- Pietro † (? deceduto)
- Filippo † (23 giugno 1351 - ? deceduto)
- Nicola † (6 aprile 1362 - 1374 deceduto)
- Johann Fabri, O.F.M. † (13 settembre 1437 - 1458 deceduto)[7]
- Johann Wenneker, O.E.S.A. † (1454 - 1469)
- Weribald von Heyß, O.F.M. † (10 dicembre 1470 - ? deceduto)
- Johann von Meppen, O.E.S.A. † (24 gennaio 1477 - 15 novembre 1496 deceduto)
- Onorato Visconti † (10 giugno 1630 - 7 luglio 1645 deceduto)
- Antonio Pignatelli del Rastrello † (14 ottobre 1652 - 4 maggio 1671 nominato arcivescovo, titolo personale, di Lecce)
- Johann Hugo von Orsbeck † (12 dicembre 1672 - 1º giugno 1676 succeduto arcivescovo di Treviri)
- Baldassare Cenci † (27 agosto 1691 - 11 novembre 1697 creato cardinale)
- Francesco Acquaviva d'Aragona † (2 dicembre 1697 - 17 maggio 1706 creato cardinale)
- Giovanni Battista Anguisciola † (25 giugno 1706 - 1707 deceduto)
- Pier Luigi Carafa † (27 marzo 1713 - 15 novembre 1728 nominato cardinale presbitero di San Lorenzo in Panisperna)
- Troiano Acquaviva d'Aragona † (14 agosto 1730 - 17 novembre 1732 nominato cardinale presbitero dei Santi Quirico e Giulitta)
- Giovanni Saverio di Leoni † (2 dicembre 1733 - 5 marzo 1735 deceduto)
- Bernardo Froilán Saavedra Sanjurjo † (27 febbraio 1736 - 31 maggio 1742 deceduto)
- Pedro Clemente de Aróstegui † (30 luglio 1742 - 16 settembre 1748 nominato arcivescovo, titolo personale, di Osma)
- Biagio Paoli † (18 marzo 1750 - ?)
- Francesco Saverio Passari † (18 settembre 1786 - 4 giugno 1808 deceduto)
- Salvatore Maria Caccamo, O.S.A. † (4 settembre 1815 - 21 maggio 1827 deceduto)
- Francesco Canali † (21 maggio 1827 - 23 giugno 1834 nominato cardinale presbitero di San Clemente)
- Josip Franjo di Paola Novak † (22 giugno 1843[8] - 13 giugno 1844 deceduto)
- François-Marie-Benjamin Richard de la Vergne † (5 luglio 1875 - 8 luglio 1886 succeduto arcivescovo di Parigi)
- João Rebello Cardoso de Menezes † (14 marzo 1887 - 1890 deceduto)
- Agostino Ciasca, O.S.A. † (1º giugno 1891 - 22 giugno 1899 nominato cardinale presbitero di San Callisto)
- Diomede Angelo Raffaele Gennaro Falconio, O.F.M.Ref. † (30 settembre 1899 - 30 novembre 1911 nominato cardinale presbitero di Santa Maria in Ara Coeli)
- Carlo Montagnini † (31 marzo 1913 - 24 ottobre 1913 deceduto)
- Antonio Maria Grasselli, O.F.M.Conv. † (30 dicembre 1913 - 1º febbraio 1919 deceduto)
- Felipe (Bernardo de Jesús) Arginzonis y Astobiza, O.C.D. † (18 dicembre 1918[9] - 5 maggio 1933 deceduto)
- Domenico Spolverini † (22 maggio 1933 - 19 luglio 1939 deceduto)
- José Horacio Campillo Infante † (29 luglio 1939 - 14 giugno 1956 deceduto)
- Antonio Giordani † (3 agosto 1956 - 27 aprile 1960 deceduto)
- Giuseppe Mojoli † (27 settembre 1960 - 9 marzo 1980 deceduto)